# 免責・大赦法
免責・大赦法（めんせき・たいしゃほう、英：Indemnity and Oblivion Act）とは、1660年8月に制定されたイングランドの法。清教徒革命（イングランド内戦）で王党派に敵対した議会派の人々の罪を問わず、恩赦を与えることを定めた法で、ブレダ宣言が元になっている。
王政復古で5月に亡命先から帰国を果たしたチャールズ2世と側近のエドワード・ハイドは、革命を清算するため国民の和解を進め、帰国前の4月にブレダ宣言を発表した。仮議会はこの趣旨に沿って免責・大赦法を成立させ、前国王チャールズ1世処刑裁判に関与した人物達（王殺し）や革命政権の議会指導者、議会によって例外とされる者を除いて、議会派の人々は内戦や革命政権の行為を免責された。1638年以降の行為について誰かを咎める者は処罰になりうるとも明記された。
ハイドは免責・大赦法制定後も和解の姿勢を貫き、9月13日に議会で過去の恨みを忘れて国民全てが団結するよう呼びかけたり、1661年にイングランド共和国の指導者13名を厳罰に処する法案が議会に提出されると国王と共に通過の阻止に努めた。ただし免責されなかった約50名のうち、王殺しやヘンリー・ベインら14名は処刑されている。
他にも例外が定められ、アイルランドのカトリック教徒のうち反乱（アイルランド反乱・アイルランド同盟戦争）に関わった者は免責を認められなかった。これはプロテスタントのイングランド系アイルランド人であるニュー・イングリッシュの策謀があり、クロムウェルのアイルランド侵略でカトリックから土地を奪いアイルランドで支配体制を築いたニュー・イングリッシュは、王政復古でカトリックの巻き返しと土地返還で体制が崩れることを恐れ、ニュー・イングリッシュの意向を受けたジョン・クロットワージーが仮議会に働きかけてこの例外規定を挿入したからであり、アイルランドでカトリックは土地を取り戻せずプロテスタントを主体とする支配体制が維持された。